# He Went That Way
He Went That Way es una película estadounidense de suspenso y crimen real de 2023 dirigida por Jeffrey Darling en su debut como director. Está basada en el libro de no ficción Luke Karamazov de Conrad Hilberry y está protagonizada por Jacob Elordi y Zachary Quinto.
Tuvo su estreno mundial en el Festival de Cine de Tribeca el 9 de junio de 2023, para posteriormente estrenarse el 5 de enero de 2024 a través de Vertical Entertainment.

## Sinopsis
La película sigue a Jim Goodwin, un entrenador de animales acompañado por su mascota chimpancé, quien recoge a un autoestopista que luego se revela como un asesino en serie. Está inspirado en acontecimientos de la vida real que involucran al asesino en serie Larry Lee Ranes.

## Reparto
- Jacob Elordi como Bobby Falls, un asesino en serie basado en Larry Lee Ranes
- Zachary Quinto como Jim Goodwin, un entrenador de animales basado en Dave Pitts
- Patrick J. Adams como Saúl
- Troy Evans como Hank
- Alexandra Doke como Whitney
- John Lee Ames como Ratso

## Producción
He Went That Way se anunció el 2 de junio de 2021 en el Marché du Film virtual, cuando se informó que Jacob Elordi y Zachary Quinto protagonizarían el thriller basado en el libro de no ficción de Conrad Hilberry, Luke Karamazov. La película fue producida por Head Gear Films, Teashop Productions y Mister Smith Entertainment. Fue el debut como director de Jeffrey Darling, quien murió en un accidente de surf en North Palm Beach en Sídney, Australia, el 27 de marzo de 2022. Está basada en un guion de Evan M. Wiener. Según el productor ejecutivo Phil Hunt, la producción pudo elegir a Quinto recurriendo a un amigo del actor en lugar de a su agente. El rodaje tuvo lugar en locaciones de Los Ángeles, California.

## Estreno
La película se estrenó en el Festival de Cine de Tribeca el 9 de junio de 2023. En octubre de 2023, Vertical Entertainment adquirió los derechos de distribución de la película. Fue estrenada de forma limitada el 5 de enero de 2024, antes de lanzarse en video bajo demanda el 12 de enero de 2024.